# Sant'Andréa-d'Orcino
Sant'Andréa-d'Orcino es una comuna y población de Francia, en la región de Córcega, departamento de Córcega del Sur.
Su población en el censo de 1999 era de 69 habitantes.

## Demografía
| 78 | 103 | 86 | 76 | 69 | 71 |
| Para los censos de 1962 a 1999 la población legal corresponde a la población sin duplicidades (Fuente: INSEE [Consultar]) |     |    |    |    |    |

- Datos: Q1109503
- Multimedia: Sant'Andréa-d'Orcino / Q1109503

1. ↑  Worldpostalcodes.org, código postal n.º 20151.
2. ↑  INSEE, Datos de población para el año 2012 de Sant'Andréa-d'Orcino (en francés).